# Soyouz TM-9

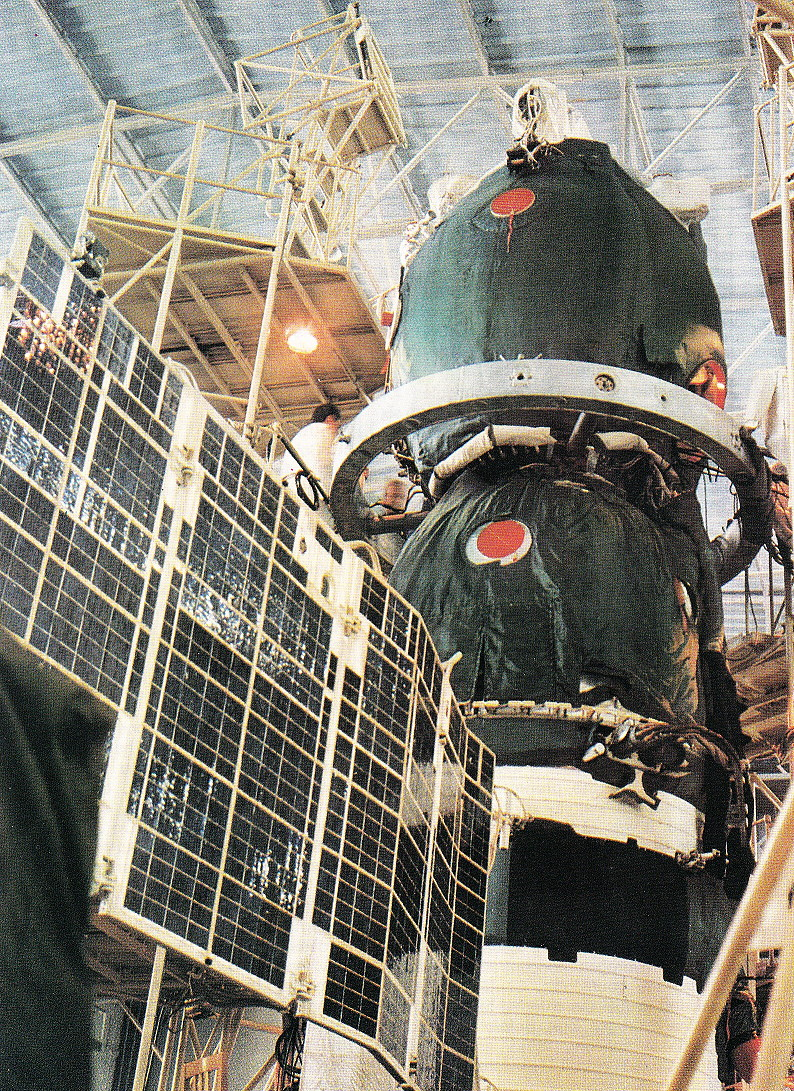
L'integration du Soyouz TM-9.

Le Soyouz TM-9 est la 9e expédition vers la station Mir.

## Équipage
- Anatoly Solovyev (2)
- Alexandre Balandine (1)
- Guennadi Manakov (0) remplaçant
- Guennadi Strekalov (5) remplaçant

## Paramètres de la mission
- Masse: 7150 kg
- Périgée: 373 km
- Apogée: 387 km
- Inclinaison: 51.6°
- Période: 92.2 minutes

## Points importants
9e expédition vers Mir.